# 張興 (東漢)
張興（？年—71年），字君上，潁川郡鄢陵（今河南省鄢陵縣）人，東漢太子少傅。

## 生平
張興學習《梁丘易》來教導學生。建武年間，張興被舉孝廉爲郎官，張興聲稱有病而離去，繼續教課。後來被闢到司徒馮勤府，馮勤舉薦張興爲孝廉，升任博士。永平年間，升任侍中祭酒。永平十年（67年），張興被任命為太子少傅。漢顯宗經常向他請教治理天下之術。從此張興聲名大噪，有不少學生都從遠方而來，登記入冊多達萬人，爲梁丘家所尊奉。永平十四年（71年），張興在任內去世。

## 子
- 張魴，官至張掖郡屬國都尉。[3]

## 延伸阅读
[在维基数据编辑]
 《後漢書/卷79上》，出自范晔《後漢書》